# فرانسیس لایت
کاپیتان فرانسیس لایت (به انگلیسی: Francis Light) (۲۱ اکتبر ۱۷۹۴–۱۷۴۰)، سیاح بریتانیایی و بنیانگذار مستعمرهٔ امپراطوری بریتانیا در پنانگ (بخشی از مالزی کنونی)، و مرکز آن شهر جرج تاون، در سال ۱۷۸۶ بود. لایت و شریک مادام العمر زندگیش، مارتین روزلز، والدین ویلیام لایت، بنیانگذار شهر آدلاید در استرالیای جنوبی بودند.

## دوران ابتدایی زندگی
لایت در دهکده دالینقو، ناحیه سوفولک بریتانیا در تاریخ ۱۵ دسامبر ۱۷۴۰ غسل تعمید داده شد. مادرش دارای عنوان مری لایت بود. توسط یکی از خویشاوندان، نجیب‌زاده ویلیام نگوس انتخاب شد و در سال ۱۷۴۷ وارد مدرسه وود بریج شد. محققان ابتدا بر این باور بودند که لایت فرزند نامشروع ویلیام نگوس است، ولی بر طبق گفته، نویسنده نوئل فرانسیس لایت پوردون، ششمین نتیجه (پسر نوه) فرانسیس لایت، نگوس هزینه مراقبت از او و ایفای نقش سرپرستی در تمام دوران تحصیل وی را دریافت نموده است.